# ماتسارا سانت أندريا
ماتسارا سانت أندريا (بالإيطالية: Mazzarrà Sant'Andrea)‏ هي بلدية في مقاطعة ميسينا في صقلية الإيطالية.

## السكان
في سنة 1861 بلغ عدد السكان 1٬220 نسمة، وتطور العدد ليصل في سنة 2011 لـ 1٬567 نسمة.
يظهر هذا المخطط البياني تطور النمو السكاني لـ ماتسارا سانت أندريا